# تشاونسي مارفن هولت
تشاونسي مارفن هولت (بالإنجليزية: Chauncey Marvin Holt)‏ هو طيار أمريكي، ولد في 23 أكتوبر 1921، وتوفي في 28 يونيو 1997 بسبب سرطان.